# Agrarna reforma u prvoj Jugoslaviji

## Eliminacija feudalnih odnosa u Kraljevini SHS
Agrarna reforma nastala je iz želje da se likvidiraju feudalni odnosi u novostvorenoj Kraljevini SHS, da se odgovori očekivanjima seljaka iz pasivnih krajeva za poboljšanjem njihovog položaja, da se koloniziraju sjeverni, nacionalno mješoviti krajevi (posebno Vojvodina) i da se veleposjednicima stranim državljanima, često odanima tuđim dinastijama, oduzme zemlja. Poticaj agrarnoj reformi bilo je i obećanje koje je srpska vlada formalno dala na Krfu 1917. godine da će svaki dobrovoljac (prečanin) dobiti nakon završetka rata 8 jutara ako je borac i 5 jutara zemlje ako je neborac. S ekonomskog stanovišta agrarna reforma branjena je tezom da je mali seljački posjed efikasniji od krupnoga. Zalaganja za agrarnu reformu dobro su se uklopila u stranačku političku borbu, oslonjenu na demagogiju. Ideja o agrarnoj reformi nije bila samo pitanje političkog trenutka, već i nastavak težnji seljaka i reformskih agrarnih pokreta iz prethodnih desetljeća.

## Stanje prije agrarne reforme
Stanje zemljišnog posjeda bilo je nakon oslobođenju različito po pokrajinama. U pretkumanovskoj Srbiji nije bilo aristokracije, begova, kapitalista pa ni velikih posjeda. Tu je dominirao sitan seljački posjed, koji je smatran idealnim ne samo s ekonomskog, već i sa socijalnog i državnog stanovišta. U Bosni i Hercegovini, Makedoniji i na Kosovu i Metohiji trebalo je srušiti turski zemljišni sistem, zasnovan na čifčijskim odnosima. U Dalmaciji je još postojao kolonatski sistem, koji je korijene vukao iz antike, dok je u sjevernim krajevima države (od Slovenije do Banata) dominirao klasičan, aristokratski veleposjed, nastao u srednjem vijeku. U mnogim krajevima, posebno u BiH, seljaci su odmah nakon oslobođenja preuzeli zemlju, otjerali posjednike i odbili plaćati zakupačke i slične obaveze vlasnicima zemlje.

## Načela agrarne reforme
Prvu inicijativu za agrarnu reformu dalo je Narodno vijeće iz Zagreba još prilikom stvaranja zajedničke države SHS. Kralj Aleksandar je 6. siječnja 1919. proklamirao da želi "da se ukinu kmetstva i veliki zemljišni posedi. U oba slučaja zemlja će se podeliti među siromašne zemljoradnike, sa pravičnom naknadom dosadašnjim vlasnicima". Već 25. II. 1919. donijela je vlada Prethodne odredbe za pripremu agrarne reforme, koje su postale program agrarne reforme. Ta uredba utvrdila je sljedeća načela:
- ukidaju se kmetovski i čifčijski odnosi u BiH, Makedoniji, južnim krajevima Crne Gore i na Kosovu i Metohiji;
- dotadašnji kmetovi i čifčije proglašavaju se slobodnim vlasnicima zemlje koju koriste;
- dotadašnji vlasnici (age i begovi) dobit će odštetu, a do rješenja o odšteti dobivat će rentu prema dotadašnjoj visini;
- raskidaju se kolonatski i slični odnosi u Dalmaciji;
- ekspropriraju se svi veliki posjedi (fidekomisni, tj. nedjeljivi porodični posjedi, koji uvijek prelaze na jednog nasljednika, i svi posjedi veći od 100 do 500 jutara, tj. 57,5 do 277,5 ha, zavisno od kvalitete zemlje i lokalnih prilika), a njihove površine bit će dane domaćim obrađivačima, uz plaćanje odštete i privremene rente;
- posjedi habsburške dinastije i onih koji su posjede dobili od te dinastije ekspropriraju se bez naknade.

Prethodnim odredbama predviđeno je da se veliki posjedi brzo sekvestriraju i podijele, polazeći od najvećih, s tim da se formalna strana (propisi i sudska odluka) naknadno riješi, kao i da zemlju dobiju prvenstveno zemljoradnici koji nemaju ili nemaju dovoljno zemlje, i to onoliko koliko mogu obraditi sa svojom porodicom, s tim da prednost imaju udovice poginulih vojnika, ratni invalidi i dobrovoljci.
Izvođenje reforme nije bilo dobro zbog politizacije i političke nestabilnosti. Agrarna reforma predstavljala je kombinaciju revolucionarnih mjera, prava i izuzimanja imanja preko veze, s tim da su propisi mijenjani i različito tumačeni tokom vremena.

## Agrarna reforma u Bosni i Hercegovini
Najbrže je agrarna reforma riješena u Bosni i Hercegovini, uglavnom još 1921. godine. Svi seljaci dobili su zemlju besplatno: 113.000 kmetova dobilo je oko 546.000 ha, 55.000 beglučara (nenasljednih zakupaca) i 80.000 ostalih interesenata. Bivši vlasnici dobili su 65 milijuna dinara u gotovom i 65 milijuna u roku od godinu dana i još 130 milijuna u obveznicama, plus 25 milijuna za tzv. beglučke zemlje. Godine 1933. dodano je još 50 milijuna u obveznicama za pašnjake i šikare.

## Agrarna reforma na Kosovu i Metohiji, Makedoniji i dijelu Crne Gore
I na Kosovu i Metohiji, Makedoniji i dijelu Crne Gore (oslobođenima u balkanskim ratovima) zemlja je odmah poslije oslobođenja preuzeta od strane raje, tim prije što su mnogi vlasnici emigrirali u Tursku, nije se plaćao "hak", nije se znalo dokle je čija zemlja. Godina 1931. i 1933. propisano je da se sva zemlja preuzima i daje onima koji je obrađuju, ali da je samo prave čifčije dobivaju besplatno, dok ostali moraju platiti državi u roku od 10 godina. Za I-IV. klasu odšteta bivšim vlasnicima bila je oko 840 dinara po jutru, a za V-VIII. za 30% manje, što je mnogo zaostajalo za tržišnom vrijednošću. No, oni su odštetu dobili u gotovom novcu, a ne kao drugi vlasnici u ostalim krajevima u slabim državnim obveznicama, a i dobili su naknadu za izgubljeni dohodak.
Pošto su mnogi posjednici pobjegli u Tursku, nagrnulo je mnogo ljudi iz susjednih krajeva.  Godine 1920. donijeta je Uredba o naseljavanju južnih krajeva, a od 1929. kolonizacija se vrši po smišljenom planu: slobodna zemljišta i vode su agropedološki istraženi, uređeni su putovi pa dodijeljena zemlja na kojoj će kolonisti podići kuću (dat im je nacrt, izrađena je drvenarija - prozori, krovna konstrukcija i vrata - po jedinstvenom tipu; zakonima iz 1931. i 1934. predviđeno je: svaka porodica dobiva 5 ha zemlje, plus svaki oženjeni član još 4 ha, plus svaki muški neoženjeni stariji od 21 godine po 3 ha, onaj između 16 i 21 godine 2 ha, a djeca, udovice, đaci po 1 ha; svaki kolonist dobiva još 2 ha zemlje za pošumljavanje i 2 ha za vinograd; poslije 3-10 godina primjernog rada kolonist postaje potpuni vlasnik zemlje. Do 1.1.1933. za kolonizaciju je stavljeno na raspolaganje 289.843 ha državne, napuštene, nepotrebne općinske i zemlje iz agrarne reforme.

## Agrarna reforma u Dalmaciji
U Dalmaciji, gdje je zemljišta malo pa mu je i cijena visoka, trajalo je nejasno stanje više od 10 godina. Mnogi seljaci prestali su plaćati obaveze vlasnicima. Tek su propisima iz 1930. i 1931. riješeni svi odnosi: težaci su postali vlasnici zemlje, a stari vlasnici dobili su odštetu. Radilo se oko 53.000 ha. Činjena je razlika između ranije i kasnije ustanovljenih zemljišno-zakupačkih odnosa, pa su i odštete različite (oko 10.000 din/ha za starije i 20 do 30.000 din/ha za novije odnose). Zgrade su plaćane prema građevinskoj vrijednosti. Odštetu za zemlju plaćala je država, dok su je seljaci dobivali besplatno. Procjenjuje se da je agrarna reforma u Dalmaciji koštala državu značajnih 400 milijuna dinara, što je pokriveno državnim obveznicama sa 6% kamate na 30 godina.

## Efekti agrarne reforme
Krajnji efekti agrarne reforme zbir su povoljnih i nepovoljnih rezultata: povoljno je što je uništen feudalni sistem u cijeloj zemlji i što je značajan broj seljaka dobio zemlju, a nepovoljan što je najveći broj njih dobio malo zemlje pa nije riješen problem agrarne prenaseljenosti. Ukupno je razdijeljeno 1.500.000 hektara na 18.759 dobrovoljačkih porodica, 6.788 kolonista i 186.000 lokalnih interesenata.